# Protorohippus
Protorohippus ist eine ausgestorbene Gattung aus der Familie der Pferde. Sie lebte im Unteren Eozän vor etwa 54 bis 52 Millionen Jahren. Wichtige Nachweispunkte finden sich heute im westlichen Teil von Nordamerika in den US-Bundesstaaten Wyoming und Colorado. Das Fossilmaterial besteht vorwiegend aus Gebissfragmenten, allerdings sind auch einzelne Skelette überliefert. Demnach handelte es sich um kleine Tiere mit einem ursprünglichen Gebissaufbau und vierzehigen Vorder- sowie dreizehigen Hinterfüßen. Sie lebten in offenen Wäldern und waren Dank ihrer langen und schlanken Gliedmaßen recht schnelle Läufer. Die wissenschaftliche Benennung der Gattung erfolgte im Jahr 1896. Allerdings wurde sie Anfang des 20. Jahrhunderts zuerst mit Eohippus und dieses dann mit Hyracotherium gleichgesetzt. Im weiteren Verlauf des 20. Jahrhunderts erwies sich jedoch die Gattung Hyracotherium als problematisch, weswegen im Jahr 2002 der nordamerikanische Zweig aufgelöst wurde. Seitdem ist Protorohippus als eigenständige Gattung wieder anerkannt. Es werden zwei Arten unterschieden.

## Merkmale

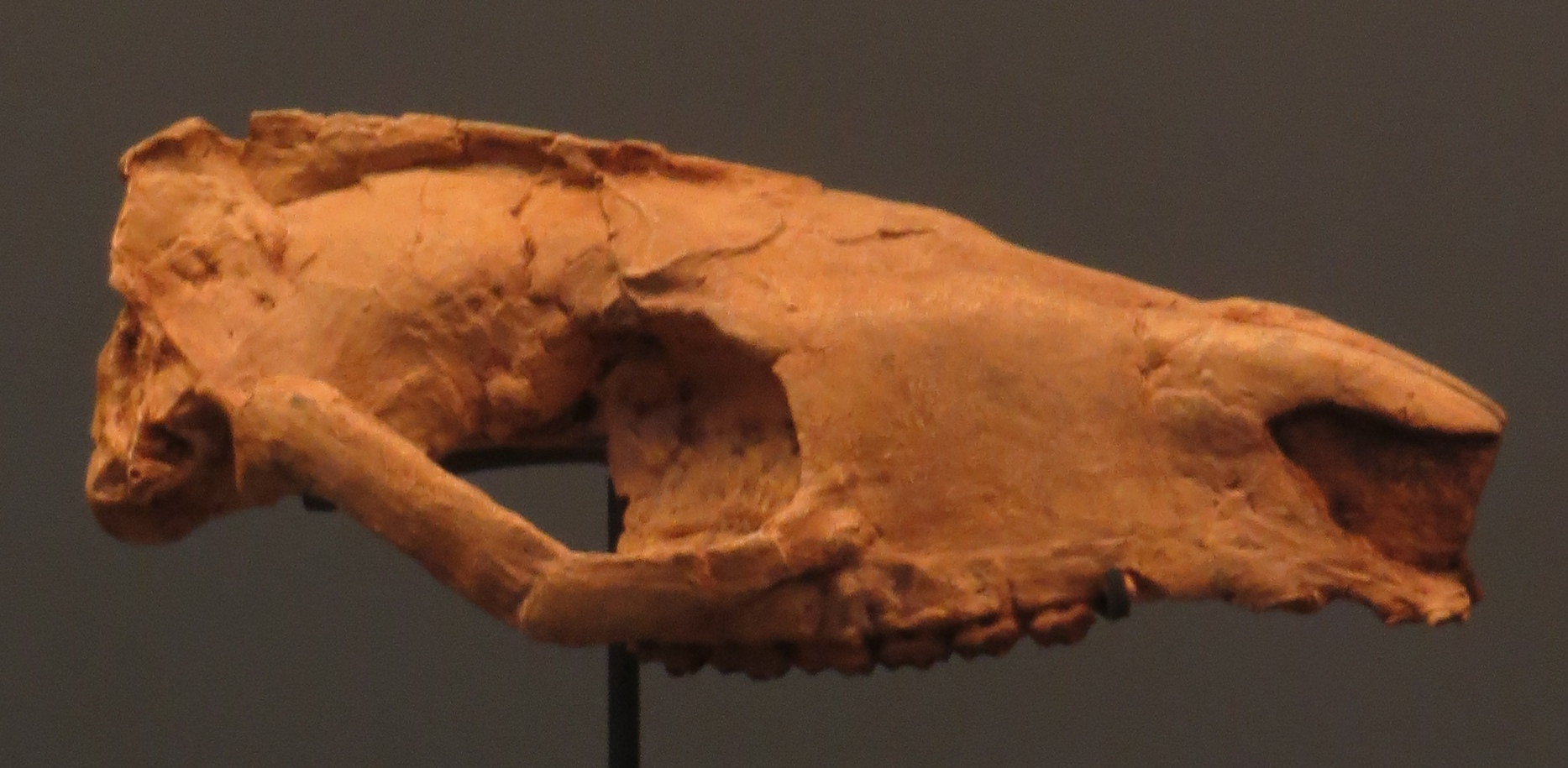
Schädel von Protorohippus

Protorohippus ist von zahlreichen Gebissfragmenten bekannt, das Fundmaterial schließt aber auch einzelne Teilskelette mit ein. Der Schädel besaß gemäß eines vermessenen Exemplars eine Länge von 13,7 cm, wovon der Gesichtsbereich von der Spitze des Nasenbeins bis zum hinteren Rand der Orbita gut 6,3 cm beanspruchte. In Aufsicht verjüngt sich das Rostrum gleichmäßig nach vorn. Der Hirnschädel war im Gegensatz zu Mesohippus nur mäßig erweitert. Bei letzterem zeigte sich die Schädeleinschnürung hinter den Augenfenstern auch nicht so scharf wie bei Protorohippus. Die Jochbögen kragten nur wenig auseinander und bildeten einen sanften Bogen. Der vordere Ansatz lag auf der Molaren und dehnt sich über deren Länge aus. In Seitansicht verlief die Stirnlinie relativ gerade, war aber auf dem Hirnschädel gerundet. An der Spitze des Rostrums endete der Naseninnenraum auf Höhe des Eckzahns und damit weiter hinten als bei Mesohippus. Die Nasenbeine reichten bis zum Vorderrand der Orbita, während sie bei Mesohippus darüber hinaus ragten. Der Oberkiefer war niedrig und breit, der aufsteigende Teil lehnte sich in einem Winkel von 45° zurück. Auf dem Schädeldach erhob sich ein moderat ausgebildeter Scheitelkamm. Das Hinterhauptsbein reichte in Seitenansicht hoch auf und zog leicht nach hinten aus, war aber in Aufsicht insgesamt schmal. Auf der Schädelunterseite bestand abweichend zu Mesohippus die Glenoidgrube zur Gelenkung mit dem Unterkiefer nur aus einer flachen Eindellung, die direkt nach unten zeigte. Die Paukenblasen waren mäßig aufgebläht. Der Unterkiefer wies unterhalb der Backenzähne eine einheitliche Höhe auf und verjüngte sich nach vorn kontinuierlich. Die Unterkante verlief leicht konvex. Am vorderen Ende dehnt sich die Symphyse bis etwa zum ersten Prämolaren aus. Der aufsteigende Ast setzte breit an. Seine vordere Kante stieg steil auf, die hintere wölbte sich vor allem im unteren Abschnitt deutlich nach hinten aus, was bei Mesohippus nicht so auffällig war. Den Kronenfortsatz und den Gelenkfortsatz trennte eine flache Einbuchtung. Ersterer war recht hoch, aber verhältnismäßig niedriger als bei Mesohippus, und etwas nach hinten gelehnt.
Das Gebiss von Protorohippus wies mit 44 Zähnen die vollständige Anzahl der Höheren Säugetiere auf, wonach die Zahnformel folgendermaßen lautete: {\displaystyle {\frac {3.1.4.3}{3.1.4.3}}}. In der oberen Zahnreihe standen die Schneidezähne und der Eckzahn geschlossen, wonach jeweils kurze Diastemata den ersten und den zweiten Prämolaren abtrennten. Entsprechende Zahnlücken in der unteren Zahnreihe isolierten den Eckzahn von den Schneidezähnen sowie vom ersten Prämolaren und diesen wiederum vom zweiten. Die Länge der Lücken übertraf in der Regel aber nicht die Länge des jeweils ersten Vormahlzahns. Die Situation findet sich entsprechend auch bei Eohippus wieder. Die Prämolaren insgesamt zeigten nur eine geringe Molarisierung, ähnelten also nicht den Mahlzähnen wie es bei den heutigen Pferden der Fall ist. Allgemein waren sie im Oberkiefer dreieckig, im Unterkiefer schmal gebaut und besaßen mehrere Haupthöcker auf den Kauoberflächen. Die Mahlzähne waren lophodont gebaut, sie charakterisierten vier Haupthöcker mit quergestellten Leisten zwischen diesen. Zudem zeigten sich die Zahnkronen etwas höher als bei stammesgeschichtlich älteren Pferden, was eine beginnende Hypsodontie anzeigt. Im Umriss waren sie allgemein rechteckig gestaltet. Die gesamte obere Zahnreihe wurde etwa 8 cm lang.

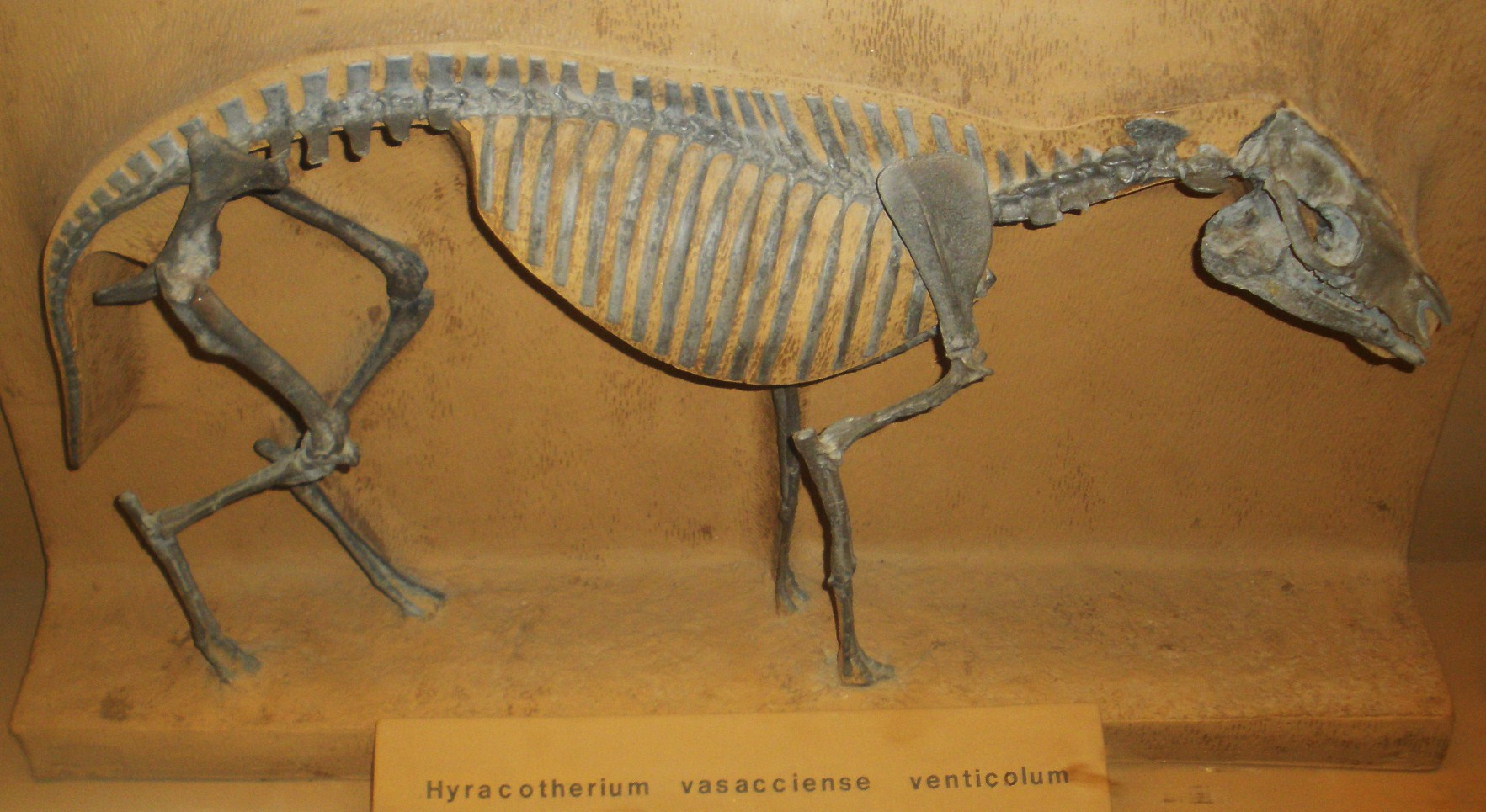
Skelettrekonstruktion von Protorohippus

Der postcraniale Körperbau ist durch mehrere Skelettfunde bekannt, genauer beschrieben wurde davon bisher ein Teilskelett. Die Wirbelsäule liegt bei diesem nur unvollständig vor, es sind drei Hals-, zwölf Brust- und sechs Lendenwirbel überliefert, denen allesamt die Dornfortsätze fehlen. Der Oberarmknochen wurde gut 9,8 cm lang und besaß einen hochgewölbten Gelenkkopf, einen seitlich abgeflachten Schaft und schmale untere Gelenkenden. Due deltopectorale Leiste am Schaft, an welcher die Schultermuskulatur ansetzte, war im Gegensatz zu Mesohippus schwach entwickelt. Am Unterarm wiesen sowohl Speiche als auch Elle einen gebogenen Schaft auf. Ersterer Knochen war etwa so lang wie der Oberarmknochen, letzterer maß gut 11,9 cm und besaß ein etwas zurückgelehntes Olecranon. Den längsten Gliedmaßenknochen repräsentierte der Oberschenkelknochen mit 13,1 cm. Sein Gelenkkopf war halbkugelig und wurde vom Großen Rollhügel überragt. Ebenso trat ein kräftiger Kleiner Rollhügel und ein Dritter Rollhügel im oberen Drittel des Schaftes auf. Schien- und Wadenbein waren noch vollständig voneinander getrennt. Die Länge beider Knochen betrug 12,1 beziehungsweise 11,1 cm. Der Vorderfuß verfügte über vier Strahlen (II bis V), der Hinterfuß über drei (II bis IV). In diesem Merkmal stimmt Protorohippus mit anderen frühen Pferden überein, doch kam bei stammesgeschichtlich noch älteren Formen wie Sifrhippus gelegentlich am Vorderfuß ein verkleinerter innerer Strahl (I) und am Hinterfuß ein ebensolchen äußerer (V) vor. Die Hauptachse verlief wie bei den Unpaarhufern üblich durch den Mittelstrahl (III), der demzufolge auch am kräftigsten ausgebildet war. Dessen Mittelhandknochen wurde 5,2, der Mittelfußknochen 6,7 cm lang. Die jeweils innen und außen anliegenden entsprechenden Elemente (II und IV) waren gleichlang zueinander, jedoch etwas kürzer als das mittlere. Für den Metacarpus II wird eine Länge von 4,7, für den Metatarsus von 6,2 cm angegeben. Die Finger- und Zehenglieder waren ähnlich aufgebaut. Die jeweiligen Endglieder zeichneten sich durch eine hufartige Gestalt mit flachen Unterseiten aus.

## Fundstellen
Die Gattung Protorohippus ist von zahlreichen Fossilresten aus dem westlichen Teil Nordamerikas belegt. Das Fundgebiet umfasst die US-Bundesstaaten Wyoming und Colorado. Von großer Bedeutung ist ein Teilskelett aus der Wind-River-Formation im Wind-River-Becken im westlich-zentralen Bereich von Wyoming. Eingebettet im Lostcabin Member der Gesteinseinheit zählt der Fund zu den forschungsgeschichtlich ältesten Belegen des Pferdevertreters und wurde bereits Mitte der 1880er Jahre detailliert vorgestellt. Hinzu kommt noch zahlreiches weiteres Schädel- und Gebissmaterial. Mehrere Einzelzähne und ein Kieferfragment wurden wiederum aus der Wasatch-Formation im Green-River-Becken im Südwesten des gleichen Bundesstaates berichtet. Das Fundmaterial verteilt sich auf unterschiedliche stratigraphische Abschnitte der Gesteinseinheit, so etwa dem Knights Member und der Cathedral Bluffs Tongue. In dem Gebiet verzahnt die Wasatch-Formation stark mit der Green-River-Formation, welche extrem fossilreich ist und auf drei Paläoseen zurückgeht. Im westlichsten Abschnitt, im sogenannten Fossil-Becken, barg das Fossil Butte Member der Green-River-Formation ein vollständiges Skelett von Protorohippus. Darüber hinaus lieferte die Willwood-Formation im Bighorn-Becken nördlich des Wind-River-Beckens mehrere Unterkieferfragmente und Einzelzähne. Im südlich an Wyoming anschließenden Bundesstaat Colorado sind als weitere Fundbereiche die DeBeque-Formation im Piceance-Creek-Becken und die Huerfano-Formation im Huerfano-Becken zu nennen. Beide Gesteinseinheiten förderten hauptsächlich einzelnen Zähnen von Protorohippus zu Tage. Zeitlich datieren alle Funde in den mittleren und oberen Abschnitt des Unteren Eozäns und gehören lokalstratigraphisch dem Wasatchium an. Innerhalb des Wasatchiums nimmt Protorohippus die Stufen des Lysiteum und des Lostcabinium ein, zwei Untereinheiten innerhalb der nordamerikanischen Landsäugetier-Biostratigraphie (North American Land Mammal Ages oder NALMA). Absolute Altersangaben reichen von vor 54 bis 52 Millionen Jahren.

## Paläobiologie

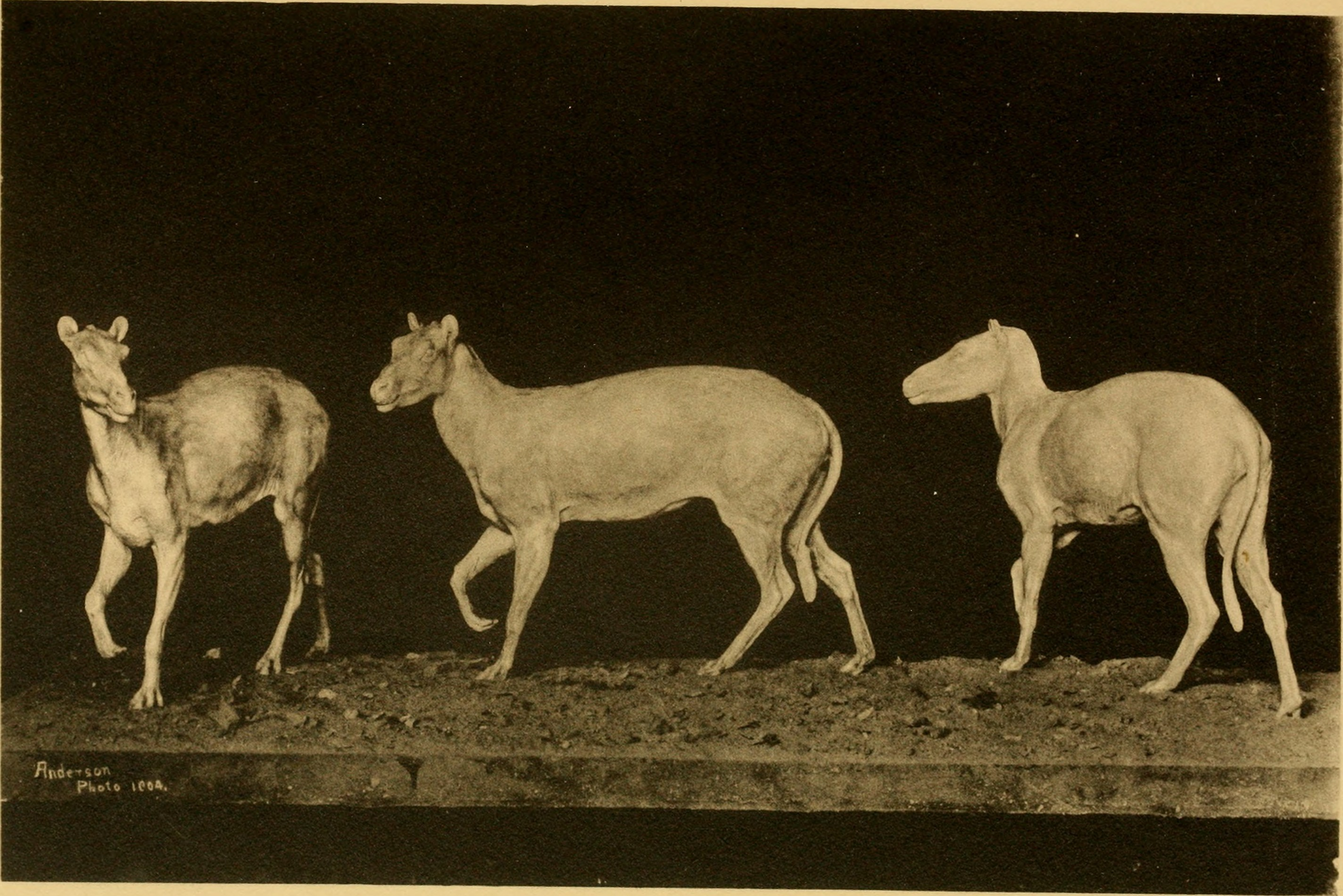
Lebendrekonstruktion von Protorohippus aus dem Jahr 1904 mit einer Schulterhöhe von rund 32 cm

Anhand der Größe der Zähne lässt sich für Protorohippus ein Körpergewicht von 5,4 bis 8,8 kg ermitteln mit einem Durchschnitt von 7,5 kg. Isotopenanalysen an Unterkieferfunden aus der Willwood-Formation zufolge lebten die Tiere in Wäldern mit offenem Kronendach und ernährten sich von C3-Pflanzen. Bezogen auf die Körpergröße war der vollständige Zahndurchbruch des Dauergebisses wahrscheinlich mit etwa 1,3 Jahren abgeschlossen. Hierbei ergaben aber die Isotopenanalysen entgegengesetzte Werte sowohl bei den Sauerstoff- als auch den Kohlenstoff-Isotopen an den jeweils ersten und zweiten Molaren verschiedener Kieferfragmente. Einerseits befürworteten sie eine Bildung der Zähne unter wärmeren, andererseits unter kühleren Umgebungsbedingungen. Dies führt zu der Vermutung, dass der Paarungs- und Fortpflanzungszyklus von Protorohippus zweimal jährlich stattfand, abweichend von heutigen Pferden.
Mehrere Skelettfunde geben Auskunft über die Fortbewegungsweise von Protorohippus. Die Gliedmaßen sind allgemein lang und schlank mit markant gestreckten unteren Abschnitten. So besitzen Unterarm und Unterschenkel etwa die gleiche Länge wie der jeweilige Oberarm und Oberschenkel, während Mittelhand und Mittelfuß immer noch die Hälfte der Länge des entsprechenden oberen Extremitätenabschnitts aufweisen. Dies zeichnet die Tiere als schnelle (cursoriale) Läufer aus. Am Vorderbein war das Ellenbogengelenk schmal ausgebildet und unterstützte vor allem Längsbewegungen. Der am Oberschenkelknochen hoch aufragende Große Rollhügel wurde vom mittleren Gesäßmuskel mit seinem Ursprung am Darmbein als Umsetzpunkt genutzt. Der Muskel fungiert als Strecker und Beuger des Oberschenkels, die Struktur deutet somit auf einen insgesamt kräftigen, von den Hinterbeinen ausgehenden Hauptantrieb beim Lauf. Die Handwurzelknochen bildeten durch eine alternierende Anordnung ein festes Gerüst mit wenig Spielraum für Drehbewegungen. Ähnlich verhält es sich mit dem Hinterfuß mit dem jeweils schmalen Sprung- und Fersenbein, die fest miteinander gelenken. Dadurch wurden die Bewegungen der Füße auf die Vor- und Rückwärtsrichtung beschränkt und ein seitliches Ausscheren unterbunden. Der limitierte Bewegungsspielraum ist kohärent zu den verkürzten seitlichen inneren und äußeren Finger- beziehungsweise Zehenstrahlen im Vergleich zum jeweiligen Mittelstrahl. Die schlanken Finger- und Zehenknochen waren am Ende mit Hufen besetzt und geben einen Spitzengang an. Allgemein bewegten sich die Tiere im schnellen Lauf wohl aufgrund ihrer schlanken Beine mit einem weit ausholenden Schritt fort.

## Systematik
Protorohippus ist eine ausgestorbene Gattung aus der Familie der Pferde (Equidae) innerhalb der Ordnung der Unpaarhufer (Perissodactyla). Die Familie schließt die heutigen, einhufigen Vertreter bestehend aus dem Hauspferd und seinen wildlebenden Vorfahren, den Zebras und den Wildeseln einschließlich des Hausesels ein. In ihrer stammesgeschichtlichen Vergangenheit waren die Pferde äußerst vielgestaltig. Ihre Entwicklungslinie begann bereits im beginnenden Unteren Eozän vor gut 56 Millionen Jahren in Nordamerika. Von dort breiteten sie sich in mehreren Wellen nach Eurasien und Afrika aus, erreichten aber als Wildform nie Australien. Hierbei gehört Protorohippus in die früheste Phase der Evolution der Pferde. Die Vertreter dieser Entwicklungsstufe zeichnen sich noch durch einen eher urtümlichen Körperbau mit geringer Körpergröße, vierzehigen Vorder- und vier- bis dreizehigen Hintergliedmaßen sowie Backenzähnen mit niedrigen (brachyodonten) Zahnkronen aus. Diese Stammgruppe wird manchmal auch in der Unterfamilie der „Hyracotheriinae“ vereint, was aber nicht allgemein anerkannt ist, da die Charakterform Hyracotherium den mit den Pferden nahe verwandten, aber weitgehend nur aus Eurasien belegten Palaeotheriidae zuzuweisen ist. Durch seine basale Stellung ist Protorohippus enger mit anderen Frühformen wie Sifrhippus und Eohippus verbunden. Die Gattung gilt teilweise als direkter phylogenetischer Vorläufer von Orohippus.
In der Regel werden der Gattung Protorohippus zwei Arten zugesprochen: Protorohippus:
- P. montanus (Wortman, 1896)
- P. venticolus (Cope, 1881)

Während P. montanus lediglich aus der Willwood-Formation im Bighorn-Becken von Wyoming bekannt ist, hat P. venticolum eine größere stratigraphische und geographische Reichweite.
Die ersten Funde, die heute mit Protorohippus in Verbindung gebracht werden, veröffentlichte Edward Drinker Cope im Jahr 1881 mit einem Verweis auf eine kurze Erwähnung im Jahr zuvor. Hierbei berief er sich auf einen Schädel samt zugehöriger Teile des Körperskeletts aus der Wind-River-Formation in Wyoming und ordnete diese der neuen Art Hyracotherium venticolum zu, wobei das Teilskelett heute als Belegexemplar der Art eingestuft wird (Exemplarnummer AMNH 4832). Cope sah diese Art als nahe verwandt mit Hyracotherium vasacciense an, welche er bereits im Jahr 1872 anhand eines Zahnfundes aus der Wasatch-Formation in Wyoming benannt hatte. Die Gattung Hyracotherium selbst wiederum galt zu dieser Zeit als früher Vertreter der Pferde und war ursprünglich von Richard Owen im Jahr 1840 über einen Schädel aus dem sogenannten London Clay in England definiert worden. Der Name wurde später auch auf nordamerikanische Fossilien übertragen und vereinte zahlreiche Arten. Im Jahr 1884 legte Cope in seiner umfassenden Monographie The Vertebrata of the Tertiary Formations of the West eine ausführliche Beschreibung von Hyracotherium venticolum und dessen Skelett vor. Wiederum im Jahr 1896 führte Jacob Wortman die Art Hyracotherium venticolum in die von ihm neu geschaffene Gattung Protorohippus über und legte damit gleichzeitig die wissenschaftliche Erstbeschreibung für diese vor. Als charakteristische Eigenschaften sah er neben einzelnen Zahnmerkmalen unter anderem den Umstand an, dass an den Hinterfüßen kein Hinweis mehr auf einen äußeren vierten Zeh bestand, was aber ansonsten bei noch urtümlicheren Pferden vorkam. Neben der Neuzuweisung von P. venticolus etablierte Wortman auch eine neue Art, die er allerdings wiederum mit Hyracotherium verband und als Hyracotherium montanum bezeichnete, beruhend auf einem linken Unterkieferfragment aus der Willwood-Formation des Bighorn-Beckens (Exemplarnummer AMNH 4593). Der Gattungsname Protorohippus leitet sich von der griechischen Vorsilbe πρώτος (protos) für „erster“ und der Bezeichnung für die nahe verwandte Form Orohippus ab, wobei sich letzteres wiederum aus den griechischen Wörtern ὄρος (oros) für „Gebirge“ und ἵππος  (hippos) für „Pferd“ zusammensetzt. Insgesamt bedeutet er soviel wie „erstes Gebirgspferd“.
Wortmans Gattung wurde von nachfolgenden Autoren aber nur wenig anerkannt. Noch im gleichen Jahr, als die Beschreibung von Protorohippus erschien, verglich Charles Earle die frühen europäischen und nordamerikanischen Fossilfunde aus der Pferdeverwandtschaft und kam zu dem Schluss, dass die vielfach differenzierten Gattungen weitgehend übereinstimmten und in Hyracotherium eingeschlossen werden könnten. Walter W. Granger unterschied dem gegenüber im Jahr 1908 in einer Revision der eozänen Pferde Nordamerikas lediglich zwei Formen, eine frühe, die er Eohippus zuschlug, und eine späte, mit Orohippus benannte. In diesem Sinne löste er den nordamerikanischen Zweig von Hyracotherium auf und synonymisierte gleichzeitig Protorohippus mit Eohippus. Dabei ordnete er letzterem auch die Arten P. venticolus und H. montanum bei, womit er beide Vertreter erstmals innerhalb einer Gattung vereinte. In einer generellen Betrachtung der Gattung Hyracotherium erkannte Clive Forster Cooper im Jahr 1932 ebenfalls keinen phylogenetischen Unterschied zwischen Hyracotherium und Eohippus. Er schlug daraufhin eine Zusammenführung beider Gattungen vor, bei der unter Beachtung der  Prioritätsregel ersterer Name Gültigkeit behielt. Dies unterstützte George Gaylord Simpson im Jahr 1945 und integrierte in seiner generellen Taxonomie der Säugetiere Eohippus in Hyracotherium. Die beiden Arten von Protorohippus fielen dadurch wieder Hyracotherium zu.
Der so geschaffene Status quo blieb im weiteren Verlauf des 20. Jahrhunderts weitgehend erhalten. Dies änderte auch eine erneute Revision der Gattung Hyracotherium durch David B. Kitts im Jahr 1956 kaum. Allerdings wies er Copes Art Hyracotherium venticolum als Unterart von Hyracotherium vasacciense aus, während er Wortmans Art Hyracotherium montanum nicht akzeptierte und sie in Hyracotherium angustidens auflöste. Ende der 1980er Jahre kamen im Rahmen einer monographischen Aufarbeitung der Fossilgeschichte der Unpaarhufer erstmals Zweifel an der Kongenerität der europäischen und nordamerikanischen Vertreter von Hyracotherium auf. Unterstützung fand dies durch weitere phylogenetische Studien an neuem Fossilmaterial aus Europa, wonach sich Hyracotherium nicht in die frühe Entwicklungslinie der Pferde einordnen ließ, sondern einen Vertreter der Palaeotheriidae repräsentierte. Es sollte dann aber noch bis zum Jahr 2002 dauern, bis sich David J. Froehlich der nordamerikanischen Pferde erneut annahm und einer Revision unterzogen. Hierbei löste er den nordamerikanischen Strang der Gattung Hyracotherium auf und erkannte Eohippus sowie Protorohippus in ihren Gattungsstatus erneut an. Darüber hinaus führte er mit Sifrhippus, Minihippus beziehungsweise Arenahippus drei neue Formen ein. Bezüglich Protorohippus konstatierte er aber, dass sich die Gattung nur schwer definieren lässt und sich lediglich durch einzelne Zahnmerkmale von stammesgeschichtlich älteren Pferdevertretern absetzt, die sich aber auch bei anderen, jüngeren Angehörigen wiederfinden. Demnach wäre Protorohippus nur durch seine Position im Stammbaum als eigenständig bestimmbar. Auch konnte Froehlich anhand des Fundmaterials nicht schlussendlich klären, ob die beiden von ihm akzeptierten Arten P. venticolus und P. montanus insgesamt eine in sich geschlossene, also monophyletische Gruppe bilden.